# Måre
Måre is een plaats in de Deense regio Zuid-Denemarken, gemeente Nyborg. De plaats telt 569 inwoners (2020).